# アイカサ

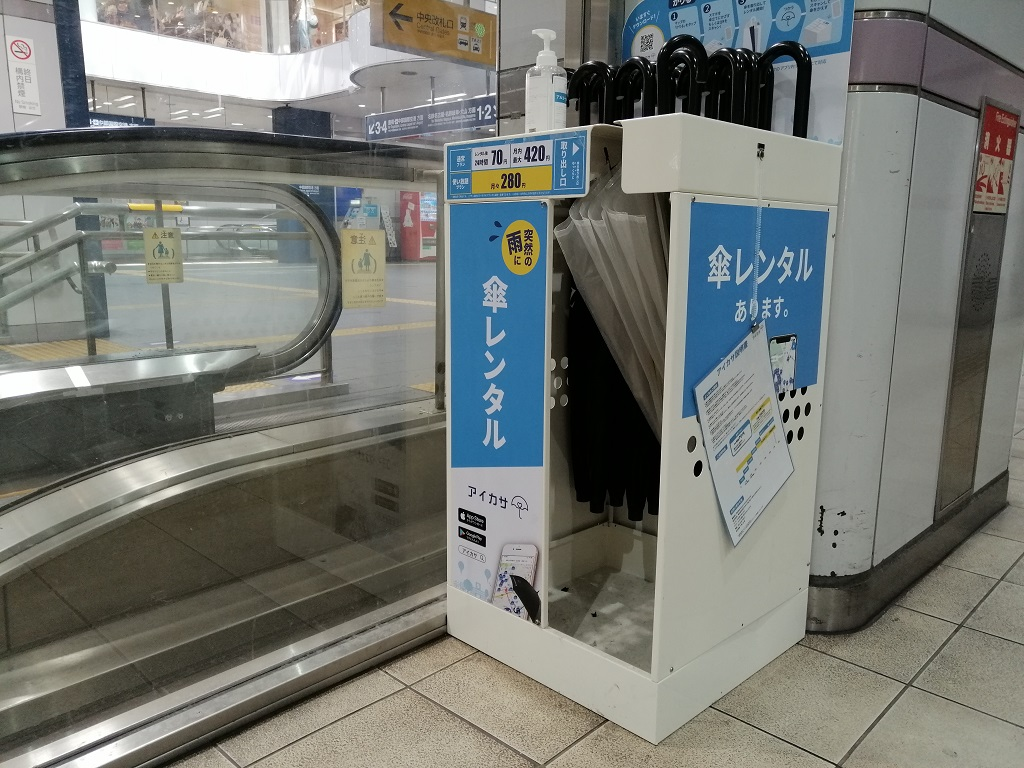
名古屋市内の駅に設置されたアイカサスポット。表記されている料金や傘のデザインは最新のものと異なる。

アイカサは、2018年に日本で事業を開始した傘のシェアリングサービスである。

## 運営会社
創業者の丸川照司は日本人の父と台湾人の母を持つハーフで、1994年に埼玉県に生まれた。幼少期を台湾やシンガポールで過ごしたのち、10歳から日本で暮らす。一度は工学院大学に入学し化学を専攻したものの、関心を持つことができずにいた。そうした中で児童福祉に関心を持ち、興味の対象は社会問題全般に広がっていった。そして、駒崎弘樹の著書からソーシャル・ビジネスの道があることを知る。大学を中退し、留学した先のマレーシアではさまざまなシェアリングサービスが普及していた。かねてから、傘のシェアリングサービスがあればいいと考えており、調べたところ日本では年間1億2～3千万本が消費されていることを知る。事業を立ち上げるため丸川は再び大学を中退した。中国で先行していた事業を参考に、2018年6月に渋谷駅周辺の飲食店などで試験的な傘のシェアリングサービスを開始。放置されたビニール傘を回収・再使用することを検討したが、メンテナンスコストがかさむうえ、利用者からも受け入れられにくいと考え、新品の傘に方針転換した。2018年12月、東京の渋谷で本格始動。渋谷を選んだのは、学生・ビジネスマン・外国人など多様な来街者が集まる街でサンプルを集めやすいことと、競争が激しく地価も高い街で成功を収めれば他の地域にも広めやすいという思惑から。当初はLINEを介したサービスであった。
2018年12月、天気予報アプリ開発・運営会社ALiNKインターネットと資本業務提携締結。降水確率が高くなるとtenki.jpのアプリにバナーを掲出し、アイカサの利用を勧める。2021年5月には、アイカサのアプリにtenki.jpから提供を受けた天気情報を通知する機能を搭載した。2019年4月に京急アクセラレータープログラムに採択。2019年5月には福岡市およびLINEグループのまちづくりの取組みと協業を開始し、西鉄天神駅で初めて鉄道駅へ設置され、以降複数の電鉄会社と提携し駅へのスポットの設置が進展する。2021年には、環境省主催の第9回グッドライフアワード 環境大臣賞 ユース部門を受賞した。2023年11月に、前澤化成工業と資本業務提携を締結。2024年3月には東急不動産ホールディングスが出資するCVCファンド「TSVF1 投資事業有限責任組合」からの出資を受け、雨傘のほかに、日傘としても使える晴雨兼用傘を東急不動産グループの施設に配備した。

## シェアリングサービス
2024年6月時点のアプリ登録者数は約55万人、貸出スポットは約1500か所。
2024年10月現在、傘の貸出システムはダイヤル式と通信式の2種類あり、福岡市周辺・佐賀市・水戸市・札幌市はダイヤル式、東京都・神奈川県・千葉県・埼玉県・愛知県・岐阜市・奈良県・大阪府・兵庫県と岡山市は通信式を採用している。いずれも貸出・返却手続きはスマートフォンのアプリで行い、支払いにはクレジットカードや通信キャリア決済が利用できる。料金プランは月額280円定額制の「使い放題プラン」と24時間140円の従量制の「使った分だけプラン」がある。使い放題プランは2本まで借りられるため、1本は自宅で置き傘にし、もう1本は出先での急な雨の際に借りるという使い方が可能である。使った分だけプランは24時間ごとに課金されるが、同月内の最大料金は560円である。貸出時とは別のスポットに返却することも可能であるが、ダイヤル式と通信式のエリアをまたがって返却することはできない。
電鉄会社や商業施設と協業しており、貸出スポットは駅頭やマルイなどの店舗、大学やオフィスビルなどに設置されている。施設所有者から土地を借りてスポットを設置させてもらうのではなく、施設側から料金を得てシェアリングサービスを提供する形態をとり、商業施設にとっては顧客サービス、オフィスビルでは福利厚生の付加価値をもたらす。鉄道駅では、設置料金を相殺したうえで貸し出し本数に応じて収益の一部を電鉄会社に納める契約とした。ラックは外部電源不要で、単3乾電池4本で1年以上稼働できるシンプルな設計にしている。
東京都の雨具メーカー、株式会社サエラと共同開発した傘は2年以上問題なく使い続けられるほど耐久性が高く、破損した際には骨の1本から修理可能な構造となっている。傘の外面は広告媒体として使用することができ、2020年7月には旭化成ホームプロダクツ、BEAMS COUTUREとタイアップして、ジップロックをリサイクルして製作した傘の貸出を開始。2020年12月29日から翌1月3日には、アニメーション映画『天気の子』が地上波放送されることにあわせ、映画の舞台となる池袋駅・新宿駅・代々木駅で、ヒロインの陽菜をデザインした傘を期間限定で設置した。貸出スポットは改札口前の目につきやすい好立地に設置されていることが多く、前面パネルへの広告掲出も行われている。
「使った分だけプラン」では返却しなければ追加料金が発生することから、返却率は約99%。紛失した場合には864円の手数料が発生するが、破損の際には手数料を徴収していない。全国の警察署に遺失物として届けられた場合には、紛失した利用者に通知が届き、傘はアイカサに返還される仕組みが構築されている。
環境省が算定した「3R原単位の算出方法」によると、傘のレンタル1回あたり692グラムの二酸化炭素排出削減に貢献する。2030年までに、日本で年間8千万本消費される使い捨て傘をゼロにすることを目標にしている。